# Hofstede De Loo

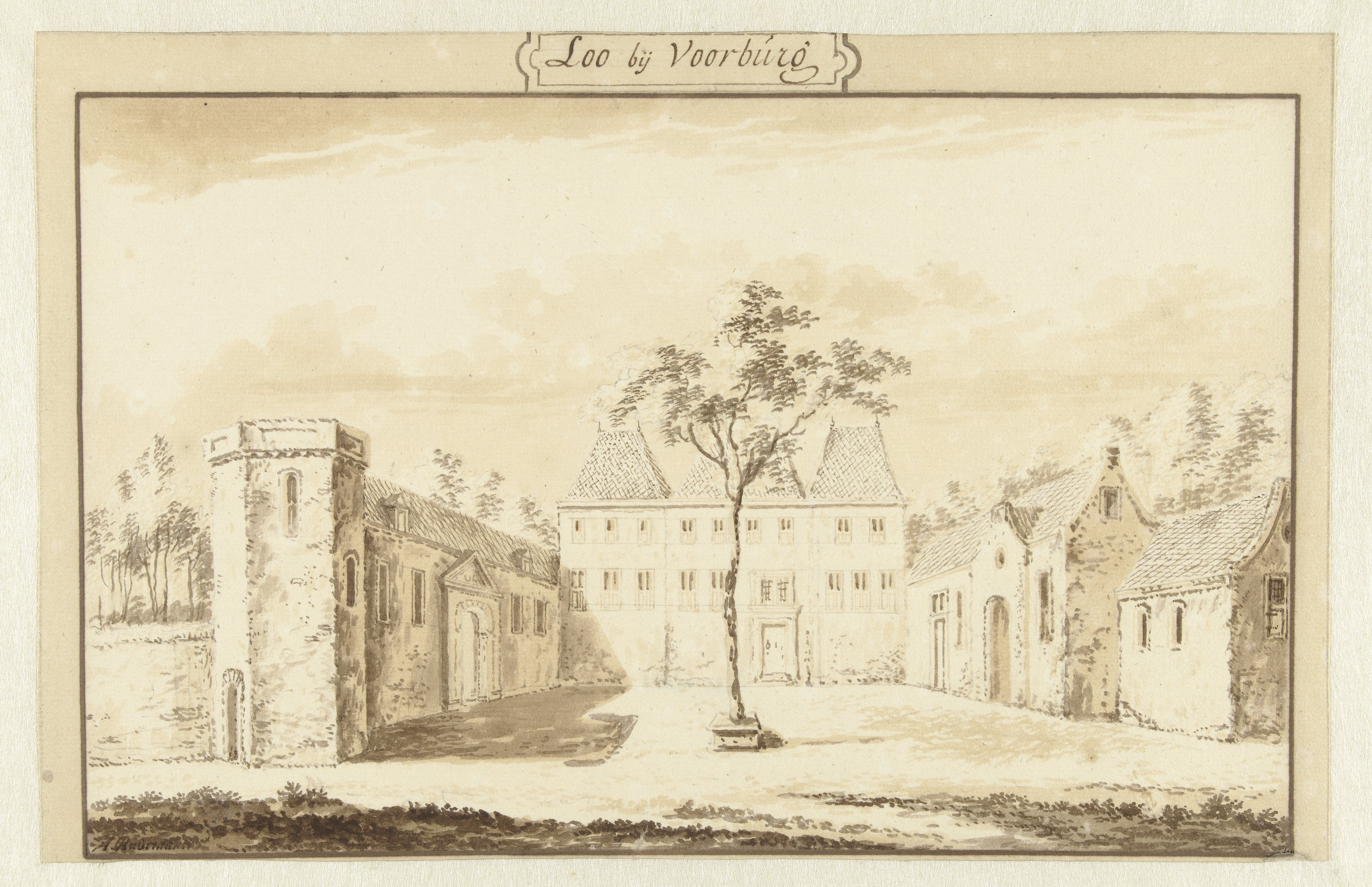
Tekening van het Loo bij Voorburg door Abraham Rademaker

De Loo is de naam van een ridderhofstede en buitenplaats in de Nederlandse plaats Voorburg, ongeveer op de plaats van het huidige Station Voorburg 't Loo. De naam 'loo' betekent oorspronkelijk een op hogere zandgrond gelegen licht en mensvriendelijk bos met hoog, opgaand hout. De ontstaansgeschiedenis is in nevelen gehuld. Aangenomen wordt dat de hofstede rond de 13e eeuw is verrezen op de plaats van een vroonhoeve die daar mogelijk al voor het jaar 1000 zou hebben gelegen en van waaruit de ontginning van het omliggende veengebied ter hand is genomen. 
De hofstede was aanvankelijk een versterkt bouwwerk, omgeven door een gracht. Het 'Loo-eiland' mat ongeveer 400 meter in het vierkant (16 hectare). De Loo was in bezit van leenmannen van de Graven van Holland. In later eeuwen kreeg het terrein rond de aanwezige gebouwen het karakter van een lusthof. In de achttiende eeuw kwam De Loo in bezit van stadhouder Willem IV, die er een diergaarde in vestigde. Dankzij de vele exotische dieren, aangevoerd met schepen van de Oost- en West-Indische Compagnieën, kreeg deze diergaarde internationale vermaardheid. 
Rond 1800 werd het complex in fasen nagenoeg geheel afgebroken. Sinds 1891 stond op dezelfde plaats de boerderij De Loo (ook wel Het Loo genoemd), een markant punt in het Voorburgse polderlandschap. Deze boerderij is in 1963, in het kader van de stadsuitbreiding, gesloopt.

## Naamsverwarring
Tijdens het stadhouderschap van Willem V werd de menagerie flink uitgebreid onder leiding van Aernout Vosmaer. De hofstede heette toen 'de Grote Loo'. Direct ten zuiden van het stadhouderlijke paleis in het Haagse Bos lag 'de Kleine Loo'; de twee waren verbonden door de Loolaan, die nog verder doorliep in Voorburg. Waarschijnlijk was de Kleine Loo, samen met de boerderijen Westerloo en Zuyderloo, ooit afhankelijk van de Grote Loo. Om verwarring met Het Loo in Apeldoorn (ook in bezit van de stadhouder) te voorkomen werd het Apeldoornse Loo wel aangeduid als Het Oude Loo of Het Grote Loo, en De Loo aan de Bezuidenhoutseweg en in Voorburg met De Kleine Loo.

## Verder lezen
Leer, Kees van der (2003), Hofstede De Loo, in Historische Vereniging Voorburg, Boerderijen in Voorburg, Historisch Voorburg, Jaargang 9, nummer 2, blz. 32-71,   download (pdf).
Arentsburgh · Damsigt · Duivenstein · Eemwijk · Heeswijk · Hoekenburg · Hoekvliet · Hofwijck · In de Wereldt is veel Gevaer · Leeuwensteijn · De Loo · Middenburg · Middendorp · Noordervliet · Rusthof · Schoonoord · Sionslust · Vliet en Burgh · Vreugd en Rust · Vrijburg · De Werve
Abbenbroek · Abspoel · Adegeest · Slot Alkemade ·  Altena · Arkelsburg · Bellesteyn · Huis ten Berghe · Binckhorst · Binnenhof · Blijdestein · Te Blotinghe · Boekenburg · Boekhorst · Boshuysen · Bulgersteyn · Burcht (Leiden) · Burcht (Voorne) · Slot Capelle · Coebel · Cranenburg · Crayestein · Cronesteyn · Crooswijk · Develstein · 't Huys Dever · Dirks Steenhuis · Ter Does · Duivenstein · Duivenvoorde · Endegeest · Endepoel · Foreest · Giessenburg · Gravensteen · Groot Haesebroek · 's Heeraartsberg · Hof van Wateringen · Holy · Slot Honingen · Kasteel van de Heren van Arkel · Kasteel van Gouda · Keenenburg · Kasteel Keukenhof · Klein Poelgeest · Huis te Langerak · Langestein · Huis te Liesveld · Ter Lips · De Loo · Madeburcht · Marenburch · Meerburg · Huis te Merwede · Huis ter Mey · Kasteel van der Meye · Niemandsvriend · Noordeloos · Oud-Berendrecht · Oud-Poelgeest · Oud Teylingen · Paddenpoel · Persijn · Groot Poelgeest · Hof van Putten · Puttensteyn · Landgoed De Raephorst · Kasteel Ravesteyn · Kasteel van Rhoon · Rijnegom · Rijnenburg · Huis te Riviere · Rodenburg · Hofstad Rodenrijs · Rodenrijs · Rosenburgh · Huis Roucoop · Santhorst · Schelluinderberg · Schonenburg · Kasteel van Schoonhoven · Souburgh · Spangen · Starrenburg · Huis ter Specke · Steenvoorde · Stenevelt · Slot Teylingen · Den Toll · Torenvliet · Slot Valckesteyn · Huis ter Waard · Warmont · Ter Weer · Hof van Wena · Kasteel Westerbeek · Huis te Woude · Kasteel van IJsselmonde · 't Zand · Huis Zevender · Kasteel aan de Zevender · Zijlhof · Zonneveld · Huis Zuidwijk · Zwieten